# Walk Away (cântec de Kelly Clarkson)
„Walk Away” cel de-al cincelea și ultimul single extras de pe cel de-al doilea album al cântăreței de origine americană Kelly Clarkson, intitulat Breakaway.
Urmând tonul jos-cu-dragostea a celor două single-uri precedente Walk Away o surprinde pe Kelly certându-l pe iubitul său pentru că nu se implică îndeajuns în relația lor. Ea spune că el va trebui să plece dacă nu îi va îndeplini cererile. Inițial, melodiile Addicted și Gone au fost propuse pentru a fi lansate ca și cel de-al treilea single, dar casa de discuri a lui Kelly nu a fost foarte încântată de aceste propuneri deoarece cele două piese erau prea întunecate și semănau prea mult cu precedentele. Walk Away a fost ales ca și cel de-al cincelea single oficial, în ciuda difuzării masive de care a beneficiat melodia Gone. Unii critici au spus că această mișcare a fost greșită și că alegerea făcută a fost în defavoarea cântăreței, deoarece Gone câștigase deja popularitate în rândul fanilor.
Din cauza difuzării simultane cu o altă melodie (Gone), single-ul "Walk Away" nu a câștigat poziții importante în topurile de renume, fiind cea mai prost clasată piesă de pe albumul Breakaway. 

## Videoclip
Videoclipul a fost filmat în luna Februarie a anului 2006 în Los Angeles și a avut premiera pe data de 7 martie. Acesta începe cu o alarmă care sună și trezește mai mulți oameni. În acest timp Kelly e la un post radio și cântă melodia live. Diverși oameni, incluzând un bărbat făcând duș, o femeie care lucreză la birou, doi gemeni, un fotbalist și un bărbat care face curățenie în casă cântă în paralel cu artista. Un bărbat, interpretat de către fratele lui Kelly, Jason, este surprins cântând melodia într-un spațiu public. Din momentul în care este surprins el fuge stânjenit. În locul acestuia începe să cânte bărbatul care l-a găsit. Un alt bărbat fredonează în mașina sa, fiind capturat de acel moment, el nu realizează că încurcă traficul. Cadre în care Clarkson cântă alături de trupa sa sunt împletite cu aceste părți în care sunt surprinși oameni obișnuiți.

## Variante ale melodiei
Oficiale
1. Chris Cox Radio Mix 3:30
2. Chris Cox Club Mix 10:12
3. Chris Cox Mixshow 5:51
4. Chris Cox Dub 6:30
5. Ralphi Rosario Club Mix 7:30
6. Ralphi Rosario I Want a Man Dub 10:14
7. Ralphi Rosario Run Don't Walk Dub 8:28
8. Ralphi Rosario Walk Away Beats 4:02
9. Craig J's Radio Mix 3:29
10. Craig J's Club Mix 6:32
11. Craig J's Mixshow 5:23
12. Craig J's Paddapella 3:45
13. Craig J's Acappella 5:52

Neoficiale
1. Ander Standing Radio Mix 3:11
2. Ander Standing Club Mix 9:14
3. Ander Standing Hard Dub Mix 8:00
4. Edson Pride Powerfull Mix 8:50
5. Edson Pride Powerfull Radio Mix 4:20
6. Edson Pride Powerfull Dub 7:22
7. Jared Jones Vibelicious Club Away Mix 8:29
8. Jared Jones Vibelicious Club Away Edit 3:59
9. DJ Laszlo Club Mix 6:06
10. DJ Laszlo Radio Mix 3:36
11. Arenna Unreleased Club Mix 7:20
12. Pugh Radio Mix 3:33
13. Rufato's Deep Superhero Edit 8:26

## Pozițiile ocupate în clasamente
| Clasamentul (2006)                    | Poziția maximă ocupată |
| ------------------------------------- | ---------------------- |
| Austria Singles Chart                 | 29                     |
| Australian Singles Chart              | 27                     |
| Germany Singles Chart                 | 30                     |
| Indonesian Singles Chart              | 2                      |
| Irish Singles Chart                   | 10                     |
| Mexican Top 100 Singles Chart         | 15                     |
| Mexican Digital Sales Chart           | 4                      |
| New Zealand RIANZ Singles Chart       | 19                     |
| Polish Singles Chart                  | 67                     |
| South Africa Singles Chart            | 2                      |
| Swiss Singles Chart                   | 58                     |
| UK Singles Chart                      | 21                     |
| U.S. ARC Weekly Top 40                | 3                      |
| U.S. Billboard Hot 100                | 12                     |
| U.S. Billboard Hot Singles Recurrents | 1                      |
| U.S. Billboard Pop 100                | 6                      |
| U.S. Billboard Adult Top 40           | 3                      |
| U.S. Billboard Adult Contemporary     | 19                     |
| U.S. Billboard Dance Radio Airplay    | 2                      |
| U.S. Billboard Hot Dance Club Play1   | 5                      |
| United World Chart                    | 16                     |
| World Chart Show                      | 8                      |